# Kožnatka Cantorova
Kožnatka Cantorova (Pelochelys cantorii) je želva z čeledi kožnatkovitých žijící ve sladkých, pomalu tekoucích vodách jihovýchodní Asie. Podle Červeného seznamu IUCN patří mezi ohrožené druhy a v průběhu 20. století vymizela z velké části svého původního areálu rozšíření.

## Taxonomie
Druh byl pojmenován podle dánského zoologa Theodora Edwarda Cantora. Na rozdíl od dalších dvou druhů rodu Pelochelys, tedy kožnatky znamenané a kožnatky Bibronovy, nežije kožnatka Cantorova na Nové Guineji. Kožnatka Cantorova je relativně málo prostudovaný druh, který se ve skutečnosti může skládat z několika taxonů. Již studie z roku 1995 prokázala, že kožnatky z Nové Guineje, u kterých se předpokládalo že patří k tomuto druhu byly ve skutečnosti kožnatky Bibronovy.

## Popis
Kožnatka Cantorova má širokou hlavu a malé oči umístěné blízko čenichu. Karapax je hladký a olivově zelený. Mladší jedinci mohou mít krunýř a hlavu s tmavými skvrnami se žlutým lemováním karapaxu.
Délka krunýře dosahuje 70 až 100 cm. Váhou může přesáhnout 100 kg. Největší naměřená délka krunýře 129 cm není ověřená a u rekordní váhy 250 kg došlo k záměně s jiným druhem želvy.
Kožnatky Cantorovy loví ze zálohy a jsou primárně masožravé, živí se korýši, měkkýši či rybami. Občas konzumují i některé druhy vodních rostlin. Želva většinu svého života tráví bez pohybu zahrabaná v písku, z něhož jí vyčnívají pouze oči a tlama. Na hladinu se vydává pouze dvakrát denně, aby se nadechla a v období od února do března se samičky vydávají na břeh naklást 20 až 28 vajíček velikosti 30 až 36 mm.

## Výskyt
Většinou žije ve vnitrozemských, pomalu tekoucích sladkovodních řekách a potocích. A může se vyskytnout i v pobřežních oblastech. Žije na území Bangladéše, Myanmaru, Thajska, Malajsie, Laosu, Kambodži, Vietnamu, ve východní a jižní Číně, na Filipínách a v Indonésii.

## Ochrana
Podle Červeného seznamu IUCN patří mezi ohrožené taxony.